# 奥约 (尼日利亚)
奥约是尼日利亚奥约州的一个城市，19世纪30年代曾是奥约帝国首都。它的居民大多是约鲁巴人，名义上的统治者是奥约的阿拉芬。城市的主要市场是阿基桑市场也叫奥贾奥巴（国王的市场），由于其与阿拉芬宫殿紧密相邻，每日都开放，不像阿杰贡雷市场、萨博市场每隔5天开放。
奥约以其高等教育著称，古老的圣安德鲁学院是尼日利亚第一个高等教育机构，它还拥有众多中学，其中包括著名的橄榄山浸信会中学和联邦政府女子学院，和一些大专院校，如联邦教育学院等等。一条A1公路穿过该市。